# Kuujärvi
Kuujärvi (en carélien : Kuujärvi, en finnois : Kuujärvi, en russe : Миха́йловское, Mihailovskoje) est une municipalité rurale du raïon d'Olonets en république de Carélie.

## Géographie
La commune de Kuujärvi est située sur les rives des lacs Pitkäjärvi et Laajajärvi et de la rivière Syrjänjoki (Kirga) qui les relie, à 52 kilomètres à l'est d'Olonets.
La municipalité de Kuujärvi a une superficie de 288,1 km2.
Kuujärvi est bordée à l'ouest par Kuittinen du raïon d'Olonets, et dans les autres directions par l'oblast de Léningrad.
La majeure partie du territoire est boisée.
Kotkatjärvi est traversé par les rivières Kovasoja (Kovaš), Saraoja (Sara) et Haukioja (Avgui).
Ses lacs principaux sont Pitkäjärvi (Dolgoje), Laajajärvi (Lojanskoje), Kaarnisjärvi (Karniž) et Taaskalanjärvi (Taškenskoje).

## Démographie
Recensements (*) ou estimations de la population
| 1989 | 2009 | 2010 | 2013 |
| ---- | ---- | ---- | ---- |
| 714  | 605  | 410  | 377  |